# مارك أتكينز
مارك أتكينز (بالإنجليزية: Mark Atkins)‏ هو لاعب كرة قدم ومدرب كرة قدم بريطاني، ولد في 14 أغسطس 1968 في دونكاستر في المملكة المتحدة. لعب مع بلاكبيرن روفرز وسكونثورب يونايتد وشروزبري تاون ونادي دونكاستر روفرز ونادي ستاليبريدج سيلتيك ونادي هاروجيت تاون ونادي يورك سيتي وهال سيتي ووولفرهامبتون واندررز.

## وصلات خارجية
- مارك أتكينز على موقع قاعدة بيانات كرة القدم.إي يو (الإنجليزية)
- مارك أتكينز على موقع Soccerbase.com (لاعب) (الإنجليزية)
- مارك أتكينز على موقع عالم كرة القدم.نت (الإنجليزية)